# Profallotaspis
Profallotaspis es un género extinto de una clase bien conocida de fósiles artrópodos marinos, los trilobites. Vivió en el Atdabaniano inferior, hace unos 526 millones de años, en lo que ahora es Siberia y quizá en Laurentia (América del Norte). Podría decirse que Profallotaspis tyusserica es el trilobite más antiguo que se ha descubierto.